# お菊の皿
『お菊の皿』（おきくのさら）は、古典落語の演目。別名『皿屋敷』（さらやしき）。皿屋敷とは、腰元のお菊が、家宝の十枚揃いの皿の一枚を割ってしまったため殿様に手討にされ、屋敷内の井戸に投げ捨てられ、その後、幽霊となって夜な夜な足りない皿の数を数えるという有名な怪談話。お菊の皿は、この皿屋敷を下敷きとする滑稽噺である。原話は嘉永ごろ板『新板おとしばなし』内の「皿屋敷お菊が幽霊」。元は上方落語で、江戸落語には2代目桂三木助から6代目三遊亭圓生に教える形で伝わった。
上方落語では3代目桂春団治や2代目桂枝雀などの口演が知られる。

## あらすじ
番町皿屋敷（播州皿屋敷）の怪談で知られる女中お菊の幽霊が見たいと考えた物好きな若者数名が、怪談の舞台である廃屋敷に出掛ける。井戸を発見し、丑の刻になると、果たしてお菊の幽霊が現れ、伝承の通りに恨めしそうに「一枚、二枚……」と皿を数え始めた。若者たちは彼女の恐ろしさと同時に、その美しさに見惚れる。伝承では9枚まで聞くと狂い死にすると言われているため、6枚まで（7枚の場合も）数えられたところで、慌ててその場から逃げ出す。
後日、美しい幽霊お菊の噂が広まり、さらに6枚（7枚）で逃げだせば死なないとして、より多くの見物客が廃屋敷を訪れるようになる。こうして見物人の数は日ごとに増し、やがて周りでは弁当や菓子を売る者が現れ、ひいきの客がお菊に贈り物を供え、有料の見物席までできて興行主まで現れる。そして毎夜、観客たちの前でお菊が皿を数え、9枚になる前に逃げ出すということが繰り返された。
お菊の方も調子に乗って観客に愛想を振りまいたりしだす。ある夜、いつものように満員御礼の中でお菊が現れ、皿を数えだす。ところが、いつもより数えあげるのが早い。客たちも慌てて逃げようとするが、混雑していて身動きが取れず、現場は大混乱に陥る。そんな様子を構いもせずお菊は「七枚、八枚……」と数え、「九枚……」と宣言されたところで客たちは恐怖に慄くが、そのままお菊は「十枚、十一枚……」と数え、最後に「十八枚……　おしまい」。
皆あっけにとられる中、1人がなぜ18枚まで数えたんだと聞くと、お菊は答えた。
「こう毎晩やらされたんじゃたまらないやね。明日はお休み」